# Chintō
Chintō (Nello Shotokan, Gankaku (岩鶴)) è un kata avanzato praticato in molti stili del Karate. Secondo la leggenda, il kata prende il nome da Chinto (o Gankaku) che era un marinaio cinese, al quale qualche volta ci si riferiva con il nome Annan (o Hannan), la cui nave impattò sulle coste di Okinawa. Per sopravvivere, Chintō rubò dalle colture delle popolazioni locali. Sōkon Matsumura, un maestro di Karate e capo delle guardie del re di Okinawa, fu inviato per sconfiggere Chintō. Nel combattimento che ne derivò, tuttavia, Matsumura scoprì di essere alla pari con lo straniero e conseguentemente cercò di imparare le sue tecniche.
È noto che il kata Chintō era conosciuto nelle prime scuole di karate del Tomari-te e Shuri-te. Matsumura Sōkon fu un primo praticante dello stile Shuri-te. Quando Gichin Funakoshi portò il Karate in Giappone, rinominò Chintō (che significa approssimativamente "combattere ad est") in Gankaku (ossia "gru su una roccia"), probabilmente per evitare il sentimento anti-cinese del tempo. Egli modificò il reale andamento del movimento, o embusen, dandogli un maggiore layout lineare, similare agli altri kata Shotokan.
Il kata è molto dinamico, utilizzando un numero diverso di posizioni, (inclusa la posizione della Gru bianca di Fujian), insoliti colpi ad altezza variabile rapida e un raro appoggio su di una gamba sola. Il Bunkai descrive generalmente questo kata come utile sui terreni irregolari e collinari.
Si dice spesso che Chintō debba essere eseguito stando rivolti verso est.
Oggi il Chintō viene praticato nel: Wado-Ryu, Shūkōkai, Isshin-ryū, Chitō-ryū, Shōrin-ryū, Shitō-ryū, Shotokan, Genseiryū e Yōshūkai.